# Justin Kelly (Schauspieler)
Justin Kelly (* 7. März 1992 in Toronto, Ontario) ist ein kanadischer Schauspieler.

## Leben
Justin Kelly begann seine Schauspielkarriere 2008 mit der Rolle eines Teenager in dem Film For the Love of Grace. Danach spielte er Rollen in Filmen wie The Jensen Project  und Change of Plans. Seinen Durchbruch schaffte er mit der Rolle des Noah Jackson in der Jugendserie Teen Buzz, in der er von 2007 bis 2010 zu sehen war.
Von Juli 2011 bis Juni 2013 hatte er die Rolle des Jake Martin in der kanadischen Jugendserie Degrassi: The Next Generation inne. 2012 hatte er einen Gastauftritt als Brady Miller in der Syfy-Fernsehserie Warehouse 13 und 2013 als Riley Stiles in Saving Hope.

## Filmografie

### Serien
- 2007–2010: Teen Buzz (The Latest Buzz)
- 2011–2013: Degrassi: The Next Generation
- 2012: Warehouse 13 (Gastauftritt, Episode 4x04)
- 2013: Saving Hope (Gastauftritt, Episode 2x09)
- 2015–2016: Between (12 Episoden)
- 2018: Private Eyes (1 Episode)
- seit 2019: Hudson and Rex

### Filme
- 2008: For the Love of Grace
- 2010: The Jensen Project
- 2011: Change of Plans
- 2016: Der Schatz von Walton Island (Lost & Found)